# Serguéi Jmelinin
Serguéi Jmelinin –en ruso, Сергей Xмелинин– (24 de junio de 1953) es un deportista soviético que compitió en ciclismo en la modalidad de pista. Ganó una medalla de oro en el Campeonato Mundial de Ciclismo en Pista de 1987, en la prueba de persecución por equipos.

## Medallero internacional
| Campeonato Mundial | Campeonato Mundial | Campeonato Mundial | Campeonato Mundial          |
| Año                | Lugar              | Medalla            | Competición                 |
| ------------------ | ------------------ | ------------------ | --------------------------- |
| 1987               | Viena ( Austria)   | Medalla de oro     | Persecución por equipos (A) |